# Ричард Портнау
Ричард Портнау (енгл. Richard Portnow; рођен у Бруклину, Њујорк, 26. јануара 1947), амерички је позоришни, филмски и ТВ глумац.
Најпознатији по улогама у филмовима Добро јутро Вијетнаме (1987), Полицајац из вртића (1990), Седам (1995), Грађанин опасних намера (2009), Хичкок (2012), Олдбој (2013) и Трамбо (2015).
Једна од најпознатијих улога на телевизији је адвокат Харолд Мелвин у ТВ серији Сопранови (1999-2004).